# Gamma Hydrae
Gamma Hydrae (γ Hya) – gwiazda w gwiazdozbiorze Hydry, znajdująca się w odległości około 134 lat świetlnych od Słońca.

## Charakterystyka
Gamma Hydrae jest drugą co do jasności gwiazdą Hydry, znajdującą się na niebie 12° na południe od jasnej Spiki w gwiazdozbiorze Panny; także dwie południowe gwiazdy Kruka wskazują na nią. Jest to żółty olbrzym należący do typu widmowego G. Ma 109 razy większą jasność i 13 razy większą średnicę niż Słońce. Ma ona masę 3,1 M☉ i albo niedawno opuściła ciąg główny, albo świeci stabilnie, łącząc jądra helu w węgiel i tlen. Gwiazda ta rozpoczęła życie na ciągu głównym wieku zerowego jako gorący obiekt typu B8, a zakończy życie po odrzuceniu otoczki jako biały karzeł o masie ok. 0,7 M☉.
Optyczny towarzysz dwunastej wielkości gwiazdowej, widoczny w odległości 2 minut kątowych, nie jest fizycznie związany z Gamma Hydrae. Gamma Hydrae była natomiast znana jako gwiazda spektroskopowo podwójna. Jej towarzyszka odległa o około 1 sekundę kątową (~40 au) została zaobserwowana w 2016 roku przy użyciu Teleskopu Subaru.